# 996 Hilaritas
996 Hilaritas là một tiểu hành tinh Themistia.